# V16 엔진
V16 엔진(영어: V16 engine)은 8개 실린더의 두 뱅크가 공통 크랭크 축 주위에 V 구성으로 배열된 16기통 피스톤 엔진이다.
V16 엔진의 최초 사용은 1910년 Antoinette VII 실험용 항공기였으며, 1930년대에 여러 대의 자동차가 그 뒤를 이었다. 현재 V16 엔진의 가장 일반적인 응용 분야는 철도 기관차, 선박 및 고정식 발전기이다.

## 사용 차종

### 생산형 모델
V16 엔진을 사용한 최초의 생산 차량은 1930년 1월에 소개된 캐딜락 V-16이었다. 캐딜락 V16 엔진은 처음에 배기량 452 cu in (7.4 L), OHV 및 45 도의 V 각으로 생산되었다. 1938 시리즈 90의 경우 엔진은 배기량 431 cu in (7,062.8 cm3), 플랫 헤드 밸브 트레인 및 135도의 V각으로 수정되었다 (후자는 카울 높이를 낮추기 위해 후자). 이 431 cuin 버전은 훨씬 덜 복잡하면서도 직전 모델만큼 많은 출력을 내고, 내구성과 부드러움을 지원하는 더 단단한 크랭크 샤프트를 가지고 있었고, 당시 어떤 가격으로도보기 드문 외부 오일 필터를 가지고 있다.

### 프로토타입 모델

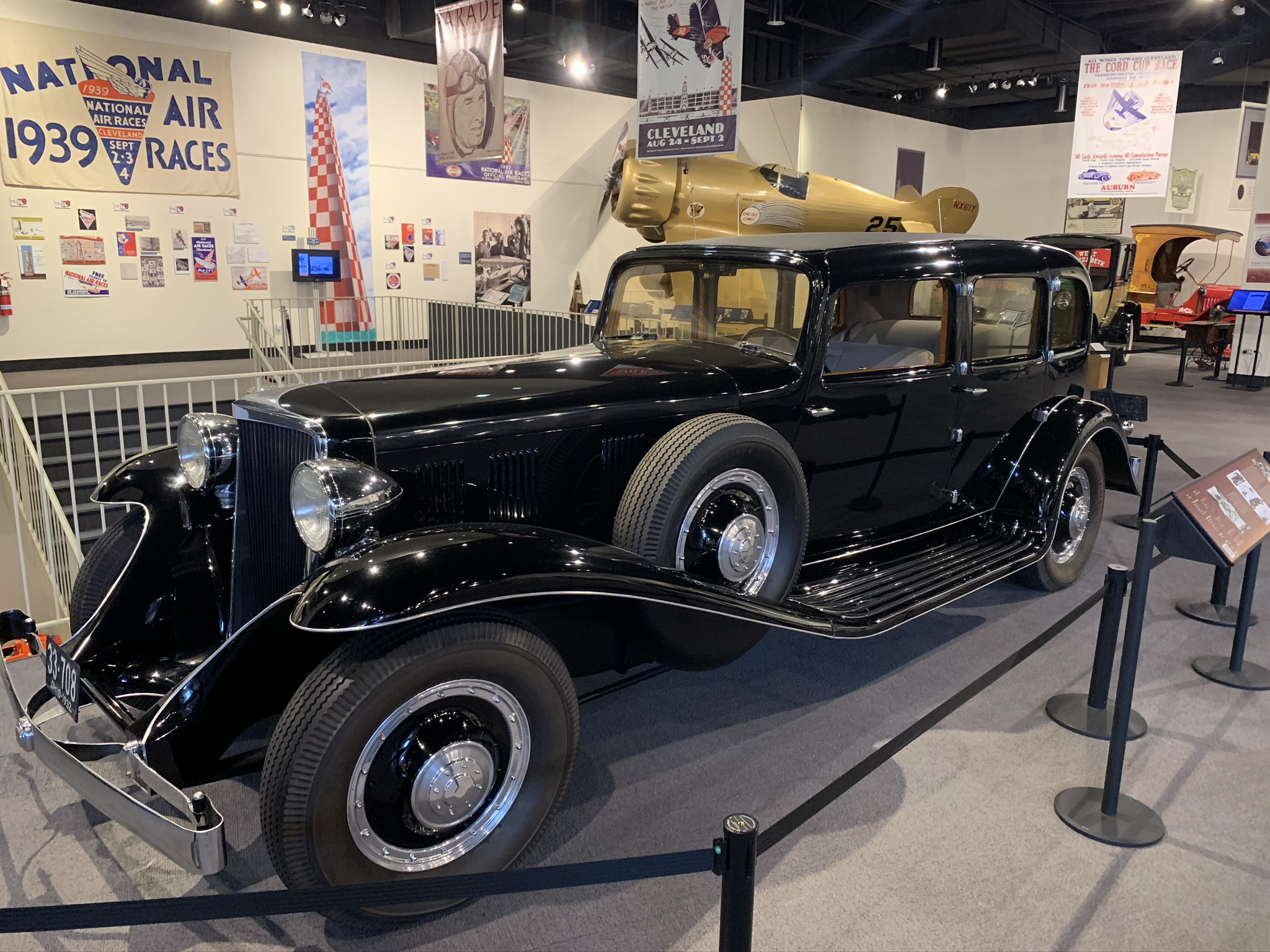
1932 Peerless Sixteen prototype

Peerless Motor Company는 1930년대 초에 V16 엔진을 개발했지만 모든 자동차 생산이 중단되기 전에 단 하나의 프로토타입만 제작되었으며 미국에서 금지 조치가 종료 된 후 공장을 양조장으로 전환하였다.
1980년대 후반, BMW의 당시 신형 V12 엔진을 기반으로 한 BMW 골드피쉬 V16 6.7 L (409 cu in) 엔진이 개발되었다. 프로토타입은 긴 축거 7 시리즈에 장착되었고 1990년대 초에는 벤틀리 Mulsanne에 장착되었다. 거의 동시에 메르세데스-벤츠는 S-클래스 리무진용 8.0L (488 cu in) V16 엔진을 개발했다. 1988년과 1990년 사이에 약 35개의 프로토타입이 제작되었다.

### 레이스카

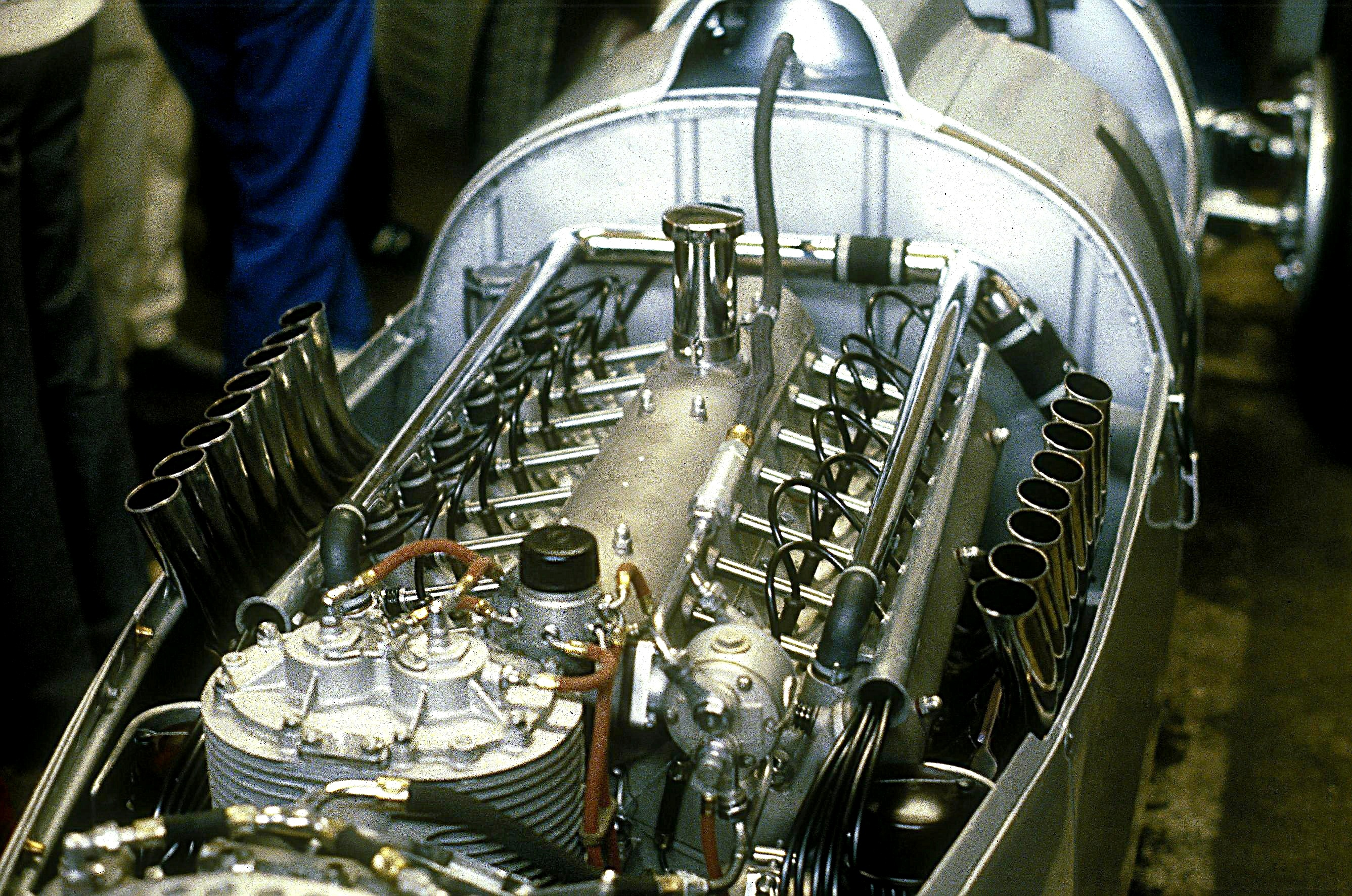
Auto Union Type C engine

자동차 레이싱에서 V16을 처음으로 사용한 것은 그랑프리 경주에 사용된 마세라티 티포 V4이다.티포 V4는 1929년 몬자에서 데뷔했으며 이탈리아 크레모나에서 열린 이벤트에서 245.9 km/h (152.8 mph)의 세계 속도 기록을 달성하였다.

## 같이 보기
- W16 엔진